# Chicoreus
Chicoreus é um gênero de moluscos gastrópodes marinhos, carnívoros, pertencentes à família Muricidae. Foi descrito por Pierre Denys de Montfort em 1810 como um subgênero de Murex e suas conchas, de espinhos curvos, bifurcados ou ramificados, ainda recebem o termo Murex como sua denominação vernácula; apresentando colorações variáveis, em tons de marrom, amarelo, vermelho, laranja, salmão e rosa, até o branco. Sua espécie-tipo é Chicoreus ramosus (Linnaeus, 1758), do Indo-Pacífico e considerado um dos maiores representantes de seu gênero, atingindo dimensões de 20 a 30 centímetros.
Algumas espécies, com frágeis expansões em forma de leque, já estiveram colocadas no gênero Pterynotus. Outro gênero aparentado, Siratus, já esteve classificado como um subgênero de Chicoreus.

## Espécies
- Chicoreus aculeatus (Lamarck, 1822) ( = Chicoreus artemis Radwin & D'Attilio, 1976)
- Chicoreus akritos Radwin & D'Attilio, 1976
- Chicoreus allaryi Houart, Quiquandon & Briano, 2004
- Chicoreus anosyensis Bozzetti, 2013
- Chicoreus arbaguil Houart, 2015
- Chicoreus asianus Kuroda, 1942 ( = Chicoreus orientalis Zhang, 1965)
- Chicoreus austramosus E. H. Vokes, 1978
- Chicoreus axicornis (Lamarck, 1822)
- Chicoreus banksii (G. B. Sowerby II, 1841) ( = Chicoreus crocatus (Reeve, 1845))
- Chicoreus boucheti Houart, 1983
- Chicoreus bourguignati (Poirier, 1883)
- Chicoreus brevifrons (Lamarck, 1822) ( = Chicoreus vokesae Macsotay & Campos, 2001)
- Chicoreus brianbaileyi (Mühlhäusser, 1984) ( = Pterynotus brianbaileyi Mühlhäusser, 1984)
- Chicoreus brunneus (Link, 1807) ( = Chicoreus adustus (Lamarck, 1822))
- Chicoreus bullisi Vokes, 1974
- Chicoreus bundharmai Houart, 1992
- Chicoreus capucinus (Lamarck, 1822)
- Chicoreus cervicornis (Lamarck, 1822)
- Chicoreus cloveri Houart, 1985
- Chicoreus cnissodus (Euthyme, 1889)
- Chicoreus cornucervi (Röding, 1798)
- Chicoreus corrugatus (G. B. Sowerby II, 1841)
- Chicoreus cosmani Abbott & Finlay, 1979
- Chicoreus crosnieri Houart, 1985
- Chicoreus damicornis (Hedley, 1903)
- Chicoreus denudatus (Perry, 1811)
- Chicoreus dharmai Houart, 2015
- Chicoreus dodongi Houart, 1995
- Chicoreus dovi Houart, 1984
- Chicoreus dunni Petuch, 1987
- Chicoreus duyenae Thach, 2016
- Chicoreus elisae Bozzetti, 1991
- Chicoreus exuberans Cossignani, 2004
- Chicoreus felicitatis Bozzetti, 2011
- Chicoreus florifer (Reeve, 1846) ( = Chicoreus dilectus (A. Adams, 1855) / Chicoreus emilyae Petuch, 1987)
- Chicoreus fosterorum Houart, 1989
- Chicoreus franchii Cossignani, 2005
- Chicoreus giadae Cossignani, 2016
- Chicoreus groschi Vokes, 1978
- Chicoreus guillei Houart, 1985 ( = Pterynotus guillei Houart, 1985)
- Chicoreus ingridmariae Houart, 2010
- Chicoreus insularum (Pilsbry, 1921)
- Chicoreus janae Houart, 2013
- Chicoreus jessicae Houart, 2008
- Chicoreus kantori Houart & Héros, 2013
- Chicoreus laqueatus (G. B. Sowerby II, 1841)
- Chicoreus lawsi (Maxwell, 1971) †
- Chicoreus leali Thach, 2016
- Chicoreus litos Vokes, 1978
- Chicoreus loebbeckei (Kobelt, 1879) ( = Pterynotus loebbeckei (Kobelt, 1879))
- Chicoreus longicornis (Dunker, 1864) ( = Chicoreus recticornis (Martens in Lobbecke & Kobelt, 1880))
- Chicoreus lorenzi Houart, 2009
- Chicoreus maurus (Broderip, 1833)
- Chicoreus mergus Vokes, 1974
- Chicoreus microphyllus (Lamarck, 1816) ( = Chicoreus poirieri Jousseaume, 1881)
- Chicoreus miyokoae (Kosuge, 1979) ( = Pterynotus miyokoae, Pterynotus cerinamarumai ou Timbellus miyokoae Kosuge, 1979)
- Chicoreus mocki Beals, 1997
- Chicoreus monicae Bozzetti, 2001
- Chicoreus nobilis Shikama, 1977
- Chicoreus orchidiflorus (Shikama, 1973) ( = Pterynotus orchidiflorus Shikama, 1973 / Chicoreus subtilis Houart, 1977)
- Chicoreus paini Houart, 1983 ( = Chicoreus kengaluae Muhlhausser & Alf, 1983)
- Chicoreus palmarosae (Lamarck, 1822)
- Chicoreus paucifrondosus Houart, 1988
- Chicoreus peledi Vokes, 1978
- Chicoreus pisori Houart, 2007
- Chicoreus rachelcarsonae Petuch, 1987
- Chicoreus ramosus (Linnaeus, 1758)
- Chicoreus roberti Bozzetti, 2015
- Chicoreus rossiteri (Crosse, 1872) ( = Chicoreus saltatrix Kuroda, 1964)
- Chicoreus rubescens (Broderip, 1833)
- Chicoreus ryosukei Shikama, 1978
- Chicoreus ryukyuensis Shikama, 1978
- Chicoreus saulii (Sowerby II, 1841)
- Chicoreus setionoi Houart, 2001
- Chicoreus solangeae Bozzetti, 2014
- Chicoreus spectrum (Reeve, 1846)
- Chicoreus strigatus (Reeve, 1849)
- Chicoreus subpalmatus Houart, 1988
- Chicoreus territus (Reeve, 1845)
- Chicoreus teva Houart & Lorenz, 2016
- Chicoreus thomasi (Crosse, 1872)
- Chicoreus torrefactus (G. B. Sowerby II, 1841) ( = Chicoreus rubiginosus (Reeve, 1845))
- Chicoreus trivialis (A. Adams, 1854)
- Chicoreus varius (G. B. Sowerby II, 1834) ( = Chicoreus clausii (Dunker, 1879))
- Chicoreus virgineus (Röding, 1798) ( = Muricanthus virgineus (Röding, 1798))
- Chicoreus zululandensis Houart, 1989[1]

## Galeria de espécies do gêneroChicoreus

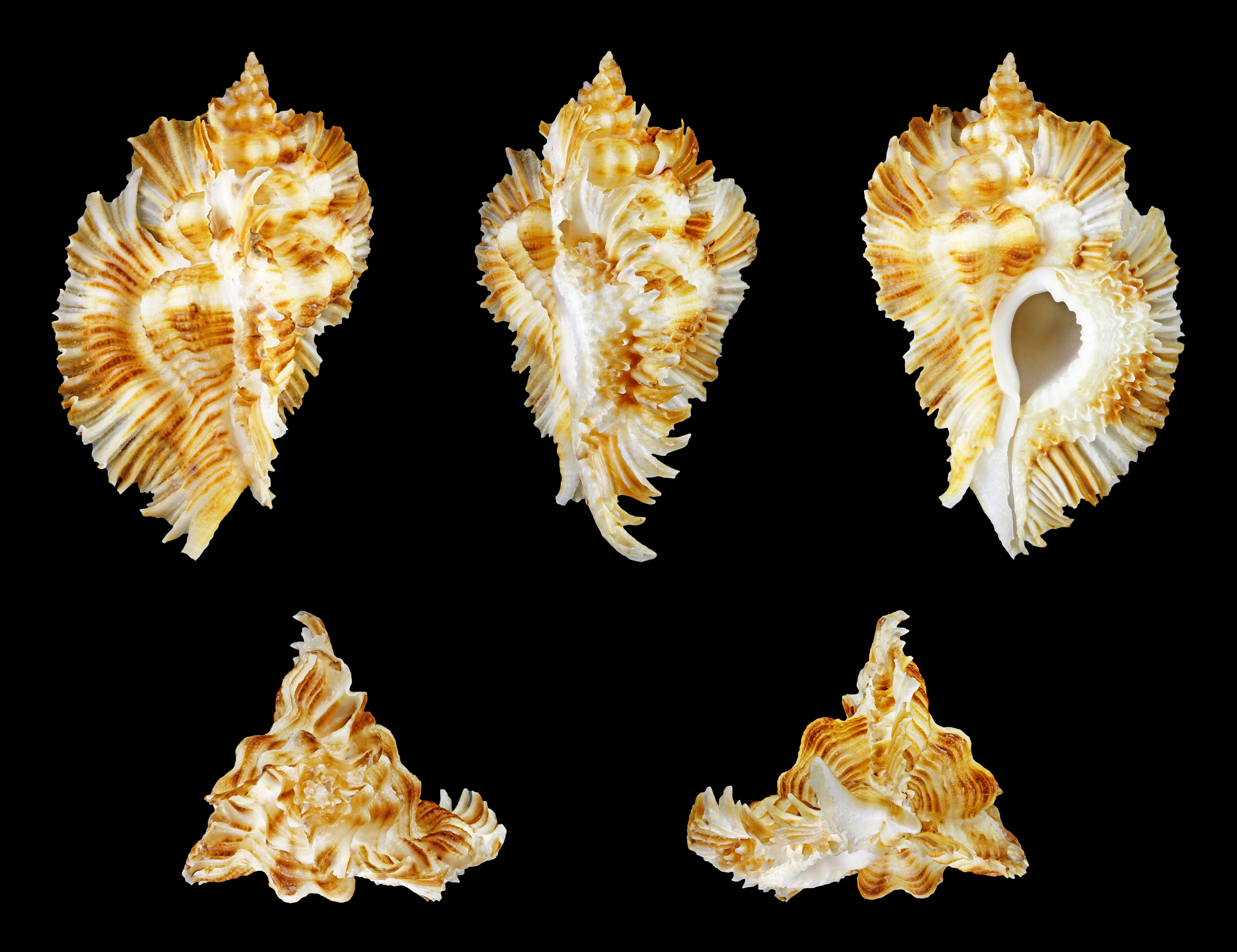
Cinco vistas de C. miyokoae, espécie que já pertenceu ao gênero Pterynotus,[1] encontrada nas Filipinas.
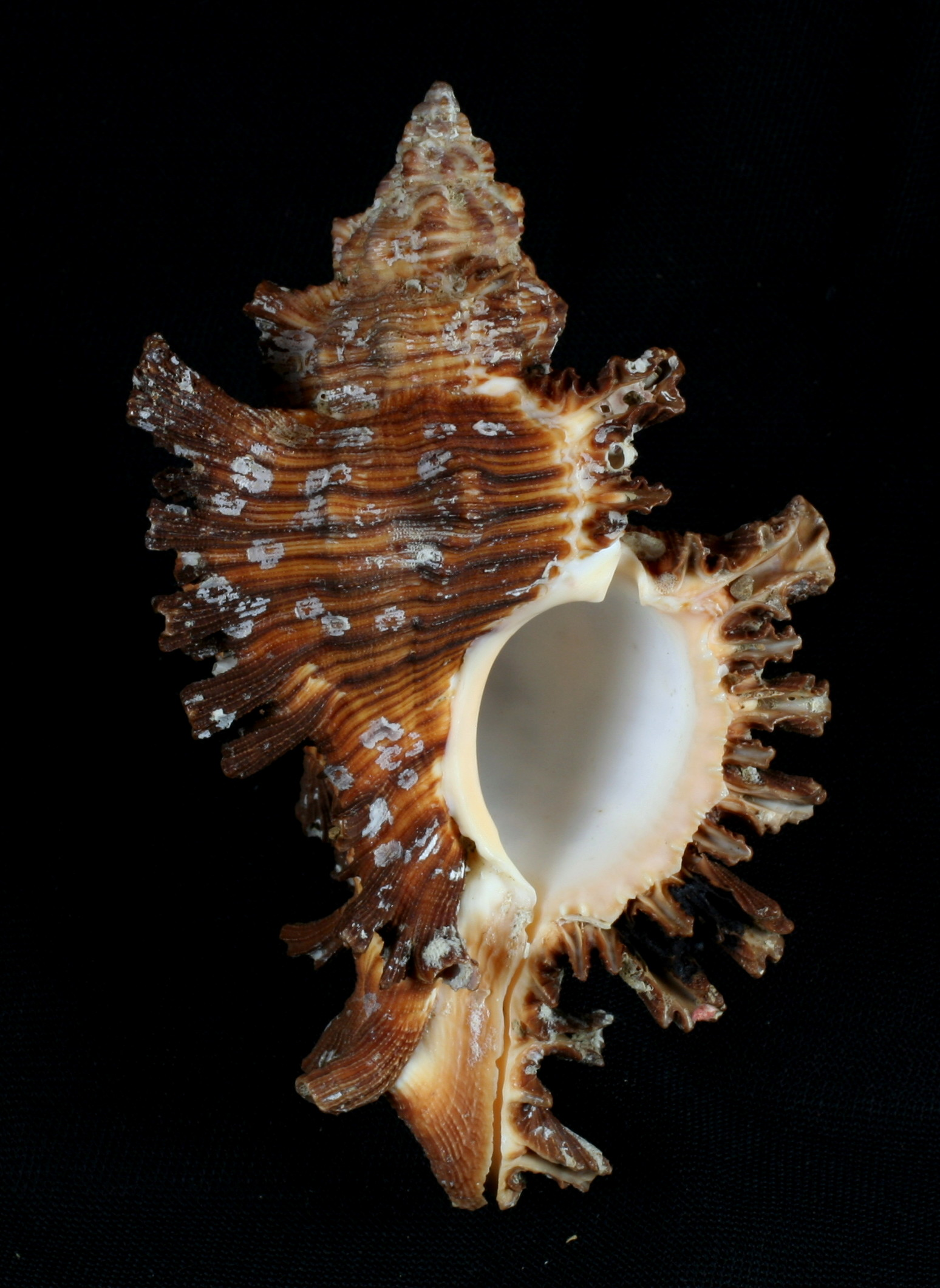
C. torrefactus, espécie encontrada no Indo-Pacífico.[2] Exemplar com marcas de Thoracica.
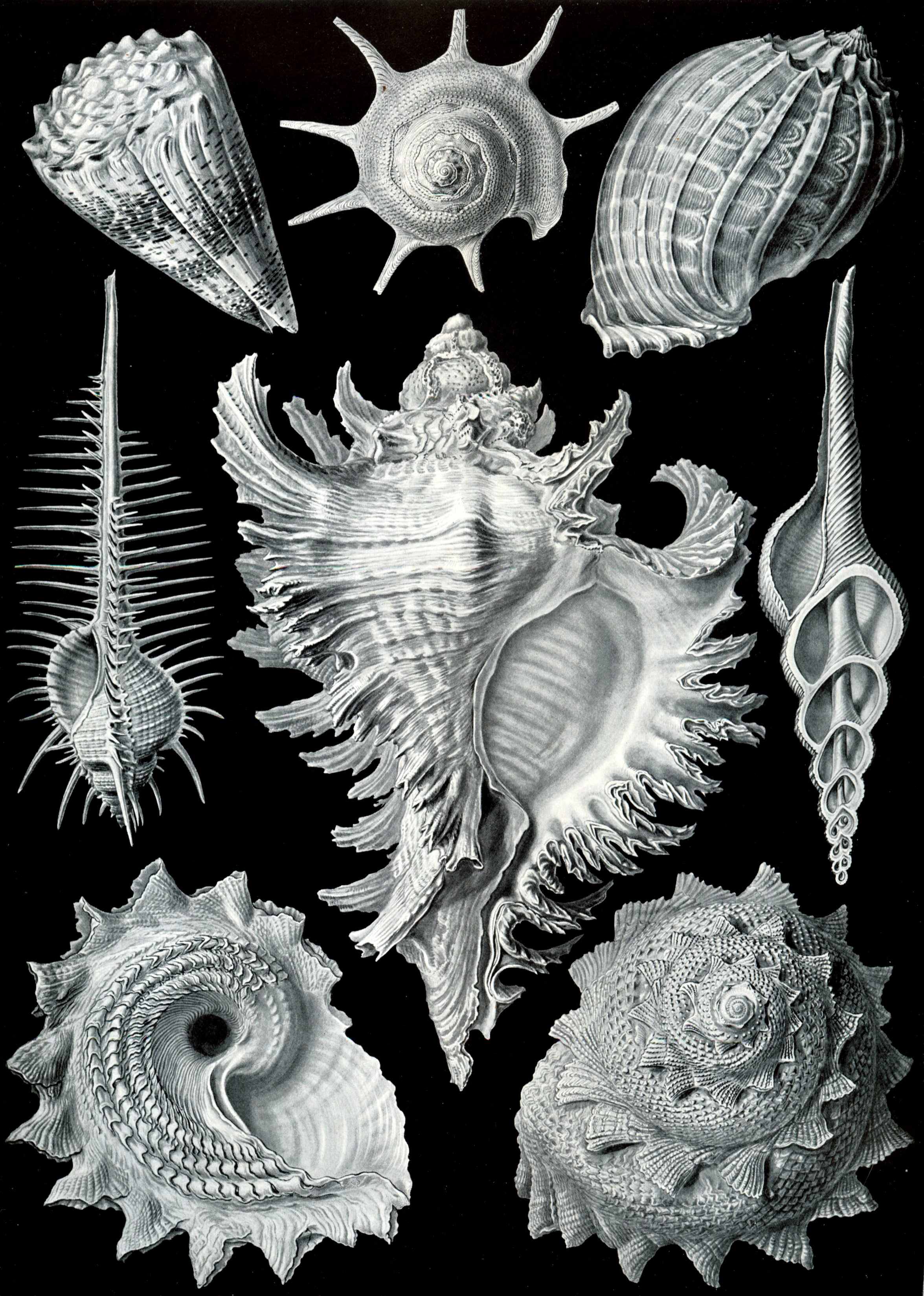
C. ramosus é a concha central (em vista inferior) nesta ilustração do ano de 1904 (descrita como Murex inflatus).
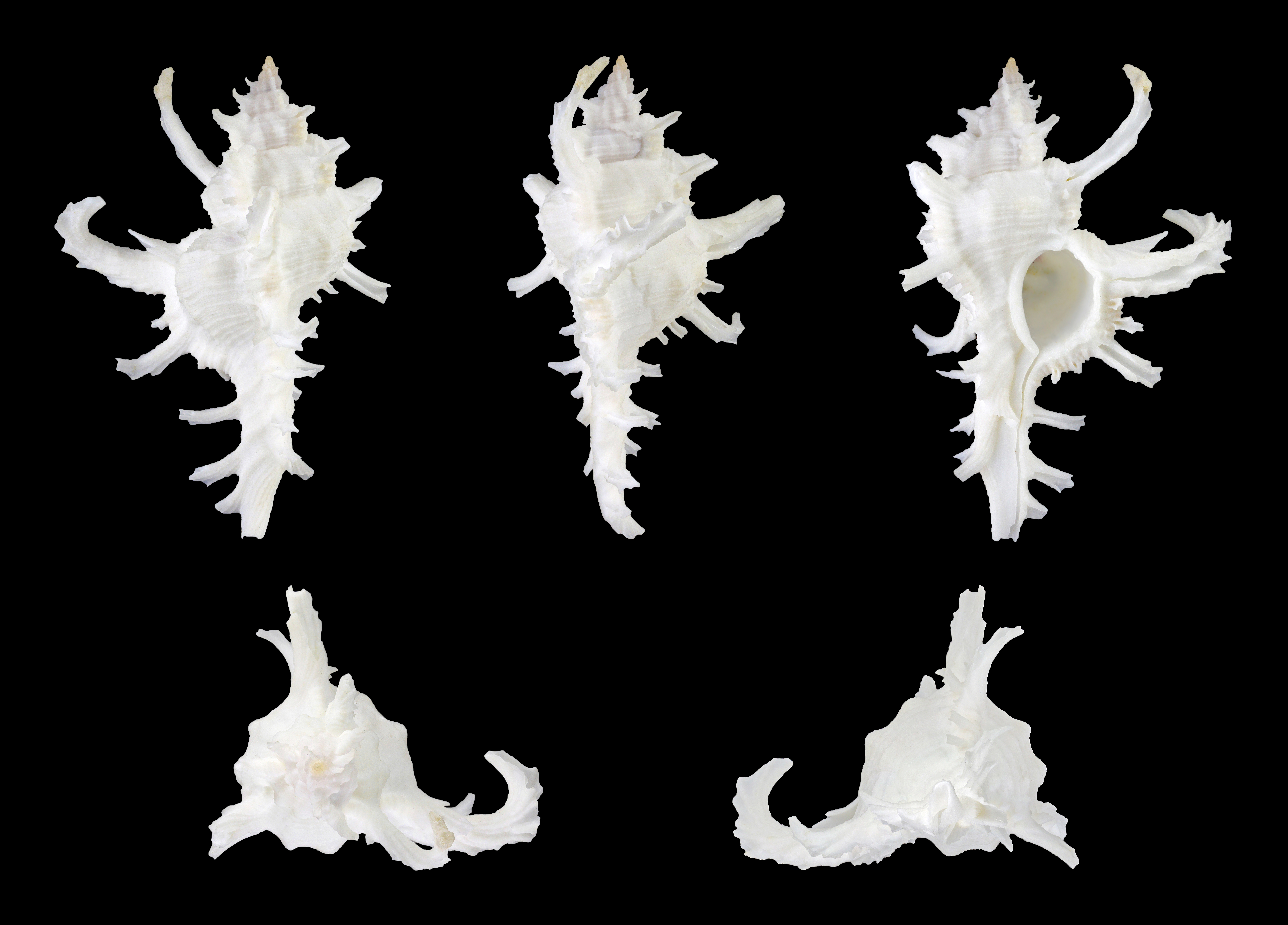
Cinco vistas de C. axicornis, espécie encontrada do Japão às Filipinas.
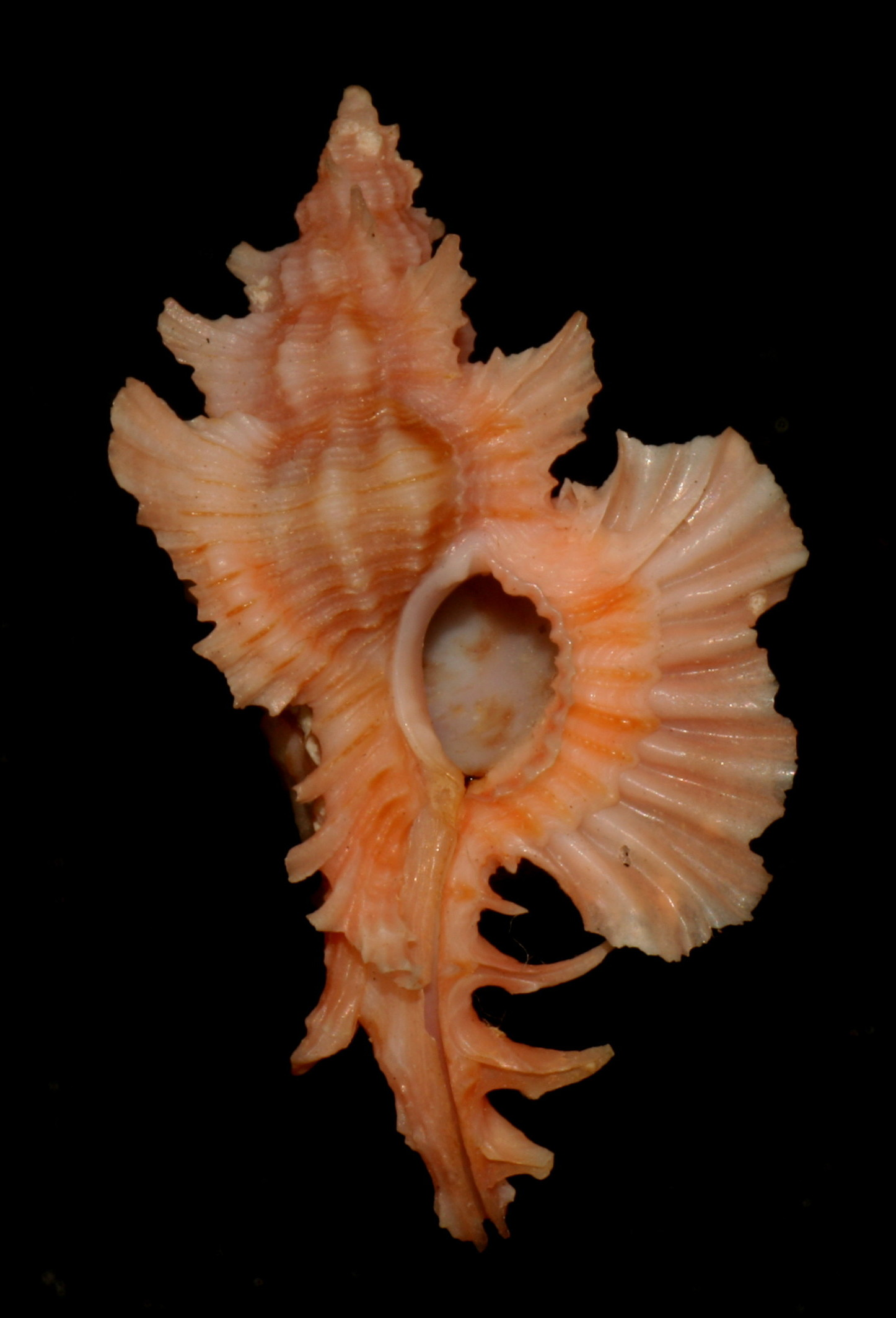
C. orchidiflorus, espécie que já pertenceu ao gênero Pterynotus, encontrada nos mares de Taiwan.
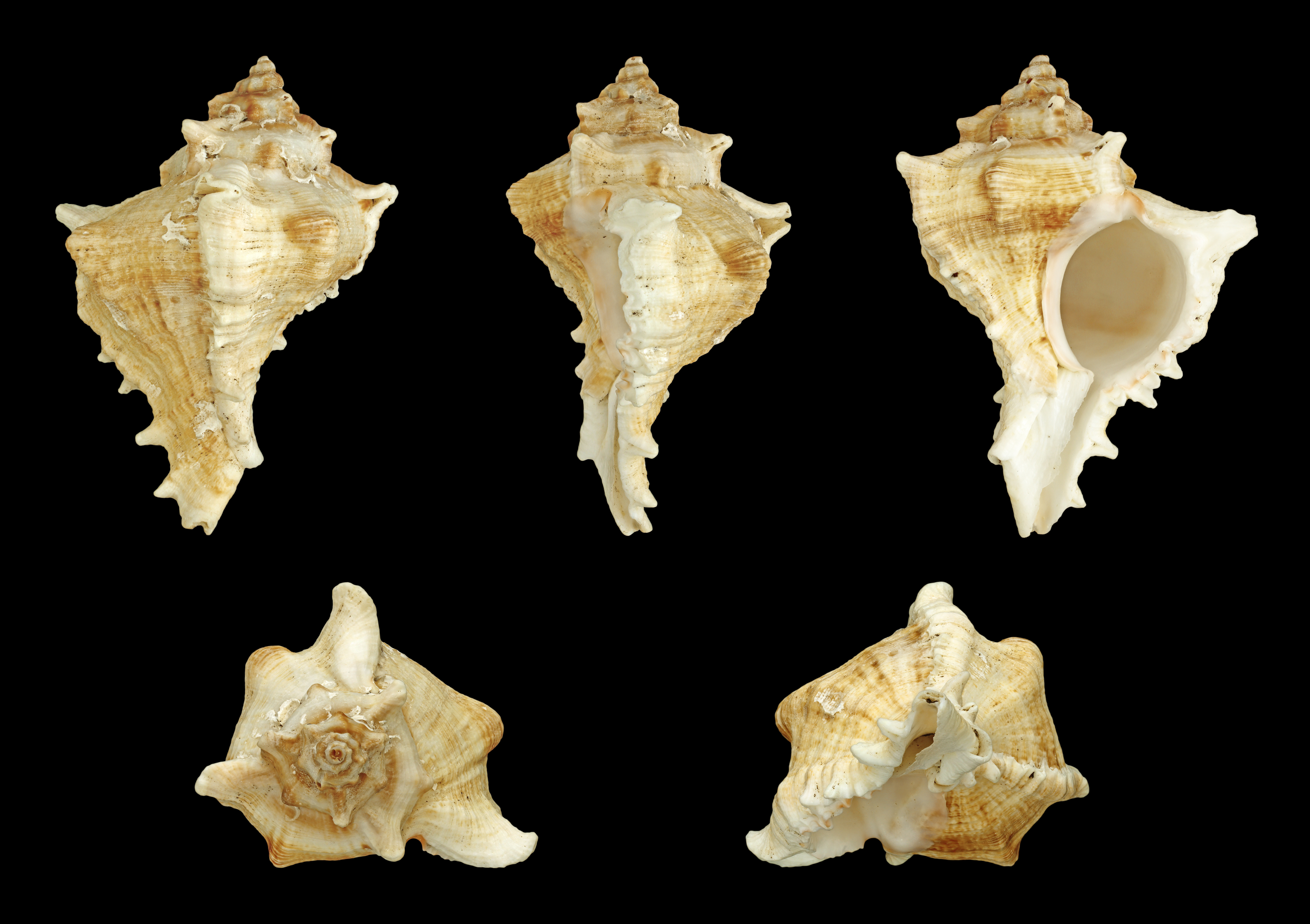
Cinco vistas de C. virgineus, espécie que já pertenceu ao gênero Muricanthus,[1] encontrada no Mar Vermelho.